# Estuaire du Shannon

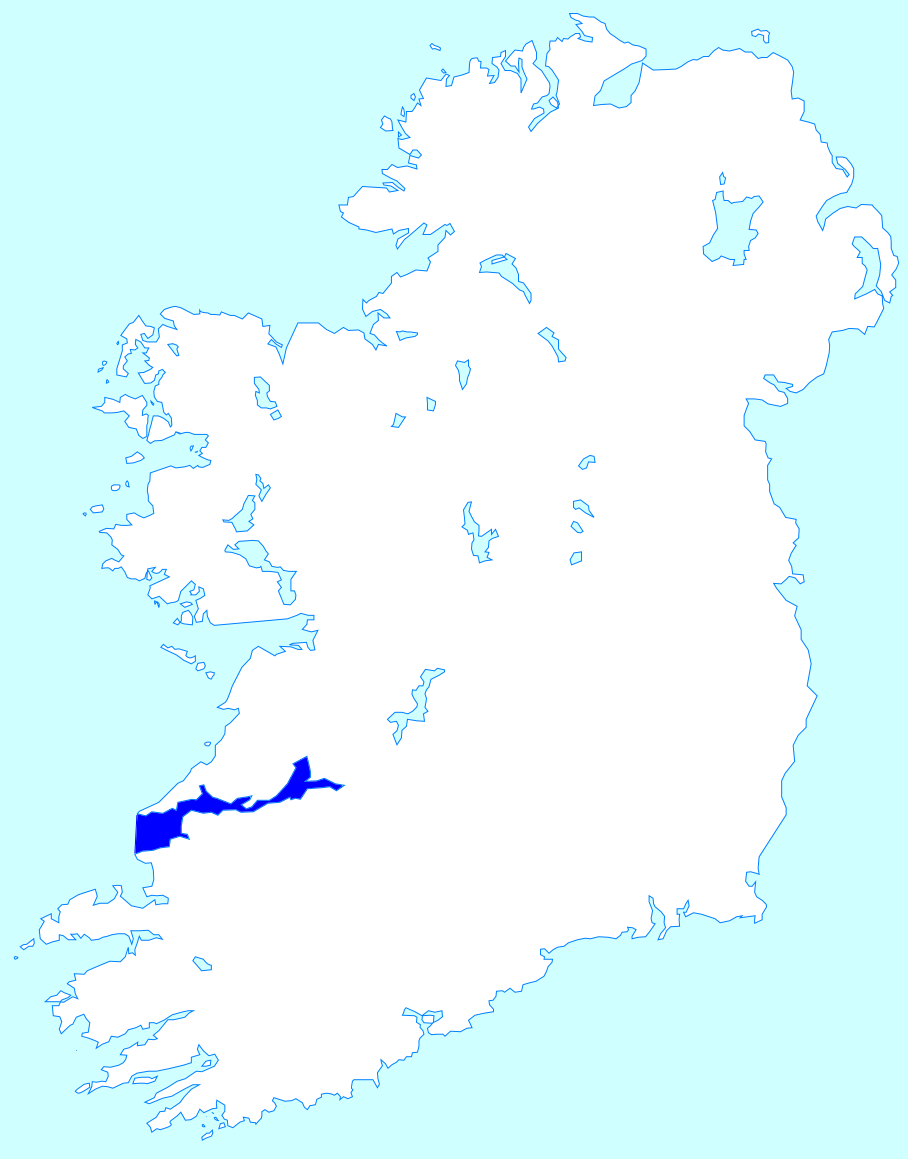
L’estuaire par rapport à l’Irlande

L’estuaire du Shannon est un large estuaire de 102 km de long dans lequel se jette le plus grand fleuve d'Irlande, le Shannon.

## Géographie
Cet estuaire est situé sur la côte ouest de l’île d’Irlande. Il commence à Limerick à l’est et s’ouvre sur l'Océan Atlantique à l'ouest, entre Loop Head au nord et Kerry Head au sud.
L'estuaire sert de limite entre le Comté de Clare au nord et les comtés de Limerick et de Kerry au sud.
Historiquement, l’estuaire a été utilisé dans les années 1930 et 1940 par les compagnies transatlantiques d’hydravions comme point d’escale entre l'Europe continentale et l'Amérique. En 1945 s’ouvrit l'aéroport de Shannon. L’estuaire fut alors rapidement abandonné.
Shannon Foynes Port Company est l’entreprise qui gère toutes les opérations portuaires de l’estuaire du Shannon. Les trois sites principaux sont Foynes, Limerick et le port d’hydrocarbures de l’aéroport de Shannon. L’autorité portuaire fournit pilotes et remorquage de pleine mer depuis les bases de Moneypoint, Talbert Island et Auginish.

## Biologie
Zoologie : de Grands dauphins (Tursiops truncatus (Montagu 1821)) se rencontrent dans l'estuaire.

## Pêche
Un système de piège et de transfert des anguilles est en vigueur sur le Shannon dans le cadre d'un programme de gestion lancé à la suite de la découverte d'une réduction du nombre d'anguilles dans le fleuve. Le programme assure une remontée sûre pour les jeunes anguilles entre l'estuaire du Shannon et Killaloe Bridge,.
Bien que l'industrie de la pêche dans l'estuaire du Shannon soit maintenant abandonnée, elle a fourni à une certaine époque des emplois à des centaines d'hommes sur toute sa longueur. À Limerick, des pêcheurs basés à Clancy's Strand ont utilisé le Gandelow (petit bateau de pêche traditionnel) pour attraper du saumon.
Dans les années 1920, la construction d'un barrage à Ardnacrusha a gravement affecté la reproduction du saumon. L'introduction de quotas, dans les années 1950, a conduit à l'arrêt de la pêche.
Cependant, la pêche sportive est encore pratiquée. Plus bas dans l'estuaire, à Kilrush, le Currach (petit bateau de pêche traditionnel) était utilisé pour attraper du hareng, tout comme les filets dérivants pour le saumon.

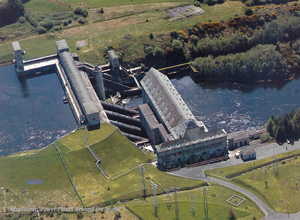
La centrale hydro-électrique des années 1920.
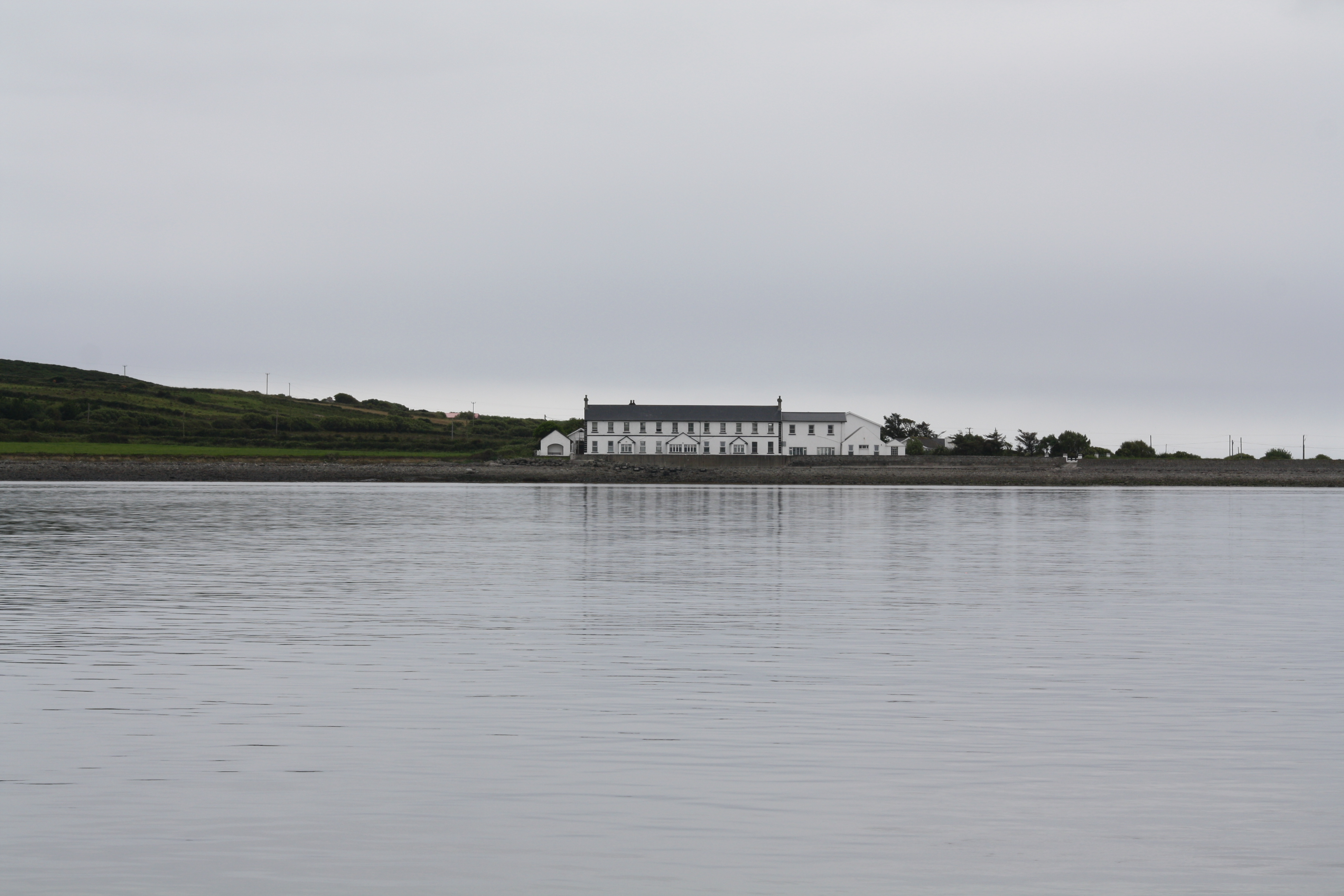
Au bord de l'estuaire.
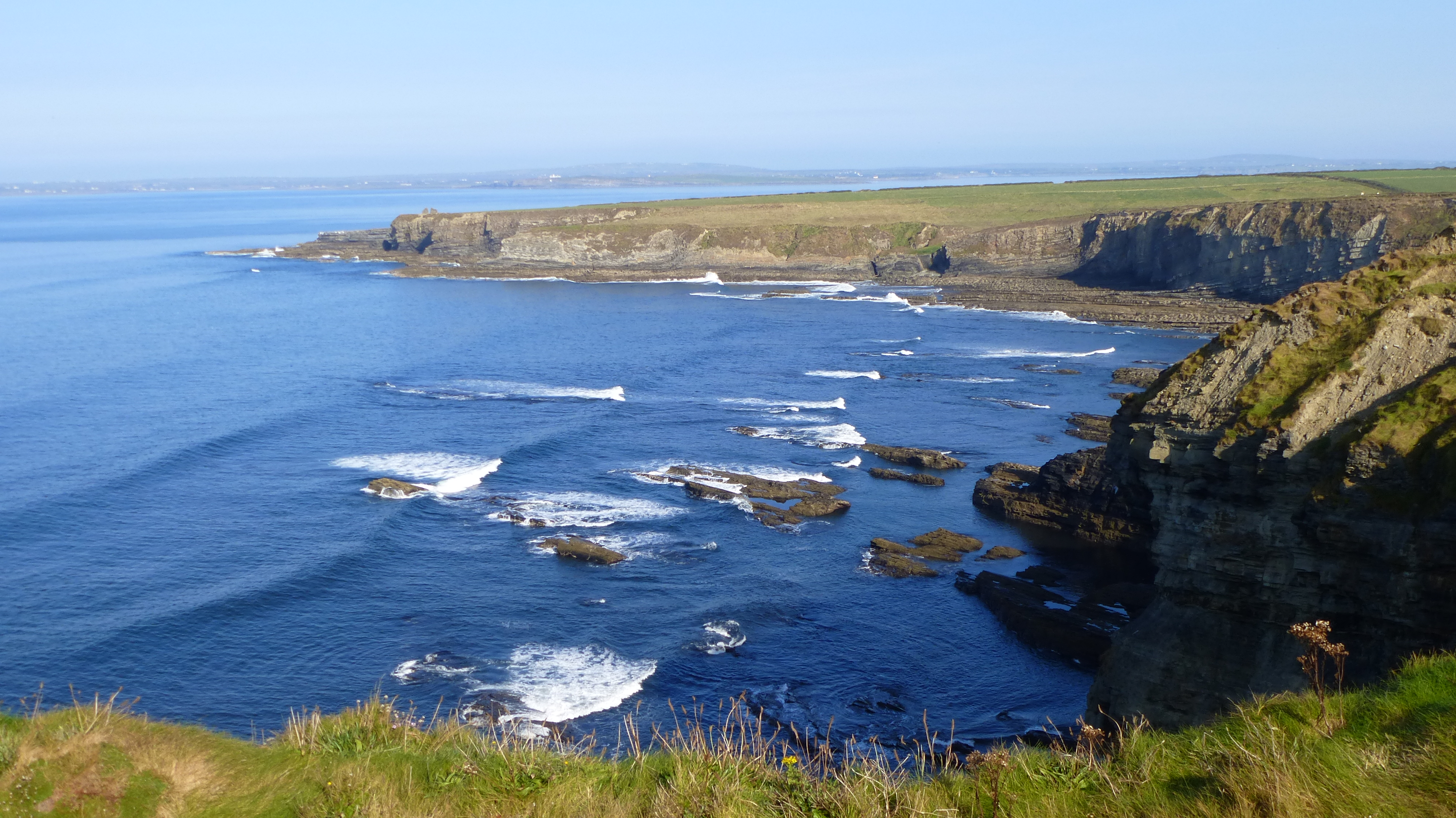
À Bromore.
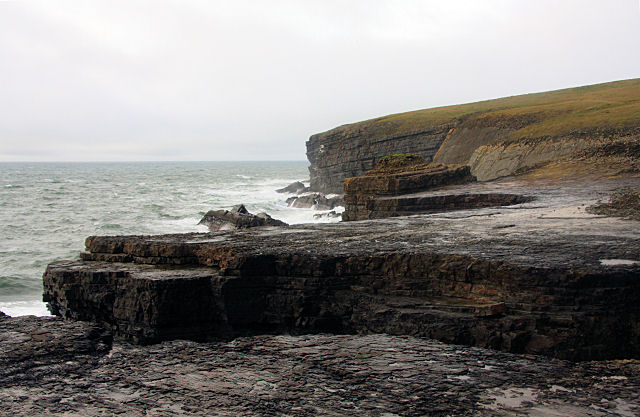
La côte à Loop Head.